# Super Fun Night
Super Fun Night – komediowy amerykański, serial telewizyjny wyprodukowany przez ABC. Serial miał swoją premierę 2 października 2013 roku. Pomysłodawcą serialu jest Rebel Wilson
9 maja 2014 roku, stacja ABC oficjalnie ogłosiła anulowanie serialu Super Fun Night
.

## Fabuła
Serial komediowy opowiadający o trzech przyjaciółkach, które w każdy piątkowy wieczór bawią się na całego.

## Obsada
- Rebel Wilson jako Kimmie Boubier
- Lauren Ash jako Helen-Alice
- Liza Lapira jako Marika
- Kevin Bishop jako Richard Lovell
- Kate Jenkinson jako Kendall

## Role drugoplanowe
- Ravi Pateljako Alex[3]
- Dan Ahdootjako Ruby
- John Gemberlingjako Dan
- Paul Rustjako Benji

## Gościnne występy
- Kelen Coleman jako Felicity Vanderstone
- Matt Lucas jako Derrick, był współpracownik w kancelarri Kimmmie[4]
- Ashley Tisdale jako Jazmine Boubier siostra Kimmie
- Jacki Weaver jako Pamela Boubier[5]
- Brooks Shields jako Alison[6]
- Molly Shannon jako Jane Spencer[7]
- Fred Armisen jako Brian Headfoot[8]

## Odcinki
| Sezon | Sezon | Odcinki | Oryginalna emisja   | Oryginalna emisja | Oryginalna emisja | Oryginalna emisja | Oryginalna emisja |
| Sezon | Sezon | Odcinki | Premiera sezonu     | Finał sezonu      | Premiera sezonu   | Finał sezonu      |                   |
| ----- | ----- | ------- | ------------------- | ----------------- | ----------------- | ----------------- | ----------------- |
|       | 1     | 17      | 2 października 2013 | 19 lutego 2014    | 7 kwietnia 2014   | 29 kwietnia 2014  |                   |

### Sezon 1 (2013-2014)
| Nr | #  | Tytuł                     | Reżyseria        | Scenariusz                       | Premiera             | Premiera Comedy Central Family |
| -- | -- | ------------------------- | ---------------- | -------------------------------- | -------------------- | ------------------------------ |
| 1  | 1  | Anything for Love         | Alex Hardcastle  | John Riggi                       | 2 października 2013  | 7 kwietnia 2014                |
| 2  | 2  | Three Men and a Boubier   | Jeffrey Walker   | Brent Forrester                  | 9 października 2013  | 8 kwietnia 2014                |
| 3  | 3  | Cookie Prom               | Joe Nussbaum     | Dan Hernandez, Ben Samit         | 16 października 2013 | 9 kwietnia 2014                |
| 4  | 4  | Engagement Party          | John Riggi       | Robin Schiff                     | 23 października 2013 | 10 kwietnia 2014               |
| 5  | 5  | Go With Glorg             | Rodman Flender   | Hannah Friedman                  | 30 października 2013 | 11 kwietnia 2014               |
| 6  | 6  | The Love Lioness          | Rodman Flender   | Jen Braeden                      | 13 listopada 2013    | 14 kwietnia 2014               |
| 7  | 7  | The Set-Up                | Ken Marino       | Christina Lee, Michael Showalter | 20 listopada 2013    | 15 kwietnia 2014               |
| 8  | 8  | Pilot                     | John Riggi       | Rebel Wilson                     | 4 grudnia 2013       | 16 kwietnia 2014               |
| 9  | 9  | Merry Super Fun Christmas | Christine Gernon | Steve Rubinshteyn                | 11 grudnia 2013      | 17 kwietnia 2014               |
| 10 | 10 | Lil’ Big Kim              | Eyal Gordin      | Dan Hernandez, Benji Samit       | 8 stycznia 2014      | 18 kwietnia 2014               |
| 11 | 11 | Dinner Party              | Fred Savage      | Jen Braeden                      | 8 stycznia 2014      | 21 kwietnia 2014               |
| 12 | 12 | Hostile Makeover          | Elliot Hegarty   | John Riggi                       | 15 stycznia 2014     | 22 kwietnia 2014               |
| 13 | 13 | Let the Games Begin       | Jamie Babbit     | Brent Forrester                  | 22 stycznia 2014     | 23 kwietnia 2014               |
| 14 | 14 | Lucindervention           | Joe Nussbaum     | Dan Hernandez, Ben Samit         | 29 stycznia 2014     | 24 kwietnia 2014               |
| 15 | 15 | Cookie Prom               | Joe Nussbaum     | Dan Hernandez & Ben Samit        | 5 lutego 2014        | 25 kwietnia 2014               |
| 16 | 16 | Lesbihonest               | Ken Marino       | Rebel Wilson                     | 12 lutego 2014       | 28 kwietnia 2014               |
| 17 | 17 | ..Till the Fat Lady Sings | Stuart McDonald  | John Riggi                       | 19 lutego 2014       | 29 kwietnia 2014               |